# Майма
Майма́ (рос. Майма́) — село в Республіці Алтай, адміністративний центр Майминського району і Майминського сільського поселення.
Населення 15,3 тис. осіб (2002). Це другий за чисельністю населений пункт Республіки.

## Розташування
Село Майма розташовано в місці впадання річки Майми до Катуні. За Маймою починається гірська частина Чуйського тракту — головній транспортній артерії Алтаю. Ліворуч від тракту йде шлях на Горно-Алтайськ. Відстань від Майми до Горно-Алтайська мапою — 9 км, але насправді Майма практично злилася з Горно-Алтайськом, має з цим містом загальні комунікації і єдину транспортну мережу. В уряді республіки періодично розглядається питання про можливість об'єднання цих поселень в одне.

## Інфраструктура
Майма — одне з найбільших селищ Росії. При населенні невеликого міста, фактично не має розвиненої структури місць суспільного дозвілля, великих мережевих торгових центрів (позначається близькість столиці Республіки Алтай — м. Горно-Алтайська, де воліють працювати і відпочивати маймінці). У центрі села розташований районний будинок культури, у якому працює геологічний музей «Камені Алтая», створений за підтримки Алтайської геофізичної експедиції. У музеї представлені зразки гірських порід і мінералів, відбитки і останки копалин тварин Алтаю, печерні утворення, що окам'яніли, а також вироби з каменя. За Маймою, за вісім кілометрів Чуйським трактом, знаходиться Горно-Алтайський аеропорт.